# Författargruppen Fyrskift
Författargruppen Fyrskift var ett svenskt författarkollektiv som bestod av Kjell Johansson, Hans Lagerberg, Gunder Andersson och Reidar Jönsson.

## Priser och utmärkelser
- 1990 – Ivar Lo-priset[1]